# 功宜布
功宜布（？—1746年），滿洲愛新覺羅氏。豫通親王多鐸四世孫、追封睿親王多爾博曾孫、輔國公塞勒第五子。追封謚號為「恪勤」。
雍正七年（1729年），父親輔國公塞勒逝世，其長兄齊努渾襲爵位為輔國公。乾隆九年（1744年），齊努渾逝世，功宜布承襲兄爵位為輔國公。乾隆十一年（1746年），功宜布逝世，朝廷予以謚號為「恪勤」。
乾隆二十七年（1762年），信慤郡王德昭逝世，朝廷以功宜布第三子如松承襲信郡王爵位，並追封功宜布為信恪勤郡王。
乾隆四十三年（1778年），清高宗以多爾袞為小人誣蔑，於開國有功，復任多爾袞為睿親王，配享太廟，其爵位世襲罔替。下詔多爾博仍還為多爾袞後嗣，命令如松子淳穎仍襲睿親王。功宜布亦被追封為睿恪勤親王。